# Хусаинов, Сергей Григорьевич
Серге́й Григо́рьевич Хусаи́нов, при рождении Раши́д Рахмату́ллович Хусаи́нов (род. 18 июля 1954, Москва) — советский и российский футбольный судья, в прошлом футболист, защитник. Судья всесоюзной (30.12.1985) и международной категорий.

## Игровая карьера

### Ранняя карьера футболиста
Родился в Москве, на Таганке, жил напротив Ждановского парка. В детстве зимой играл в хоккей, летом в футбол. В 1964 году записался в секцию футбола московского «Спартака», где играл кумир детства его отца Галимзян Хусаинов, однако там заявили, что запись детей 1954 года рождения не производится. Позже Сергей с друзьями пошли записываться в школу московского «Динамо», но там проводился набор детей 1953 года рождения, однако Хусаинов привлёк внимание тренеров своими габаритами, и его решили оставить. Играя в школе «Динамо», попал в сборную Москвы и принимал участие в кубке ЦК, где в финале команда уступила сверстникам из Грузинской ССР. В 1970 году Сергей Хусаинов записался в школу московского «Торпедо». По окончании средней школы работал физруком в пионерлагере от завода «Хроматрон».

### Армия
В 1972 году Хусаинова призвали в ряды вооруженных сил СССР. Поначалу его оставили в Москве, штаб его дивизии находился на Симоновском валу, недалеко от Таганки. По прибытии в часть Хусаинов заявлял, что ничего делать не умеет и в руках держал лишь клюшку. Вскоре его отправили на полгода в Прибалтику, где он учился на повара. С Прибалтики Сергей начал писать письма в Москву, где просил вытащить его из части, что очень хочет играть в футбол. Одно из писем через военную цензуру до Москвы дошло, после чего и пришёл запрос на солдата Хусаинова. Но в его части ответили, что среди служащих нету такого, и отправили его в спортроту ПрибВО, за которую он играл на первенстве области. В 1974 году был демобилизован.

### После армии
Отслужив в армии, Хусаинов устроился на завод имени Лихачёва, где работал контролером ОТК, а после окончания рабочего дня играл в футбол на первенство ЗИЛа. После окончания сезона 1974 года на встрече с болельщиками Виктор Маслов объявил, что два футболиста вместе с командой московского «Торпедо» отправятся на всесоюзный сбор в Адлер. Однако на том сборе Хусаинов не подошёл торпедовцам, после чего в начале 1975 года его пригласили в Махачкалу — играть за местное «Динамо», которое выступало во Второй лиге. Вместе с клубом из Дагестана прошёл всю предсезонку. В состав динамовцев Махачкалы попадал редко, по словам Хусаинова, он был молод, а в команде, которой руководил Гаджи Гаджиев, чаще делали ставку на более возрастных игроков. Летом 1975 года, после окончания первого круга сезона, он покинул клуб.

## Судейская карьера

### Обучение и работа в вузе
В 1975 году Сергей поступил в ГЦОЛИФК, где учился вместе с Николаем Толстых, по окончании института решил остаться на кафедре преподавателем.

### Судья высшей лиги
После спора с судьёй матча, в котором принимал участие, Хусаинов решил стать судьёй. В высшей лиге чемпионата СССР обслуживал 74 матча. В чемпионате России — 183 матча. Главный судья финала Кубка России 1993. В списках лучших судей: 1987, 1988, 1991—1994, 1996—1998 годы. В 1999 году завершил судейскую карьеру.

### Происшествия
31 мая 1997 года, во время матча чемпионата России во Владикавказе, где местная «Алания» принимала волгоградский «Ротор», после нарушения правил Иналом Джиоевым главный тренер «Алании» Валерий Газзаев выкрикнул: «— Ну, что ты всё свистишь?! Дай поиграть-то…» В результате Хусаинов протянул свисток со словами: «— Георгич, ну чего кипятиться? Матч кончается, время идёт, пока они штрафной пробьют, пока разбегутся…», предложив, таким образом, тренеру отсудить матч, но Газзаев отказался.
Завершению карьеры судьи поспособствовал некий инцидент в Израиле, когда российскую бригаду арбитров во главе с Хусаиновым не допустили к обслуживанию матча Кубка УЕФА «Хапоэль» Хайфа — «Брюгге».
По словам Хусаинова, во время пребывания Вячеслава Колоскова на посту президента РФС его фамилию даже запрещали упоминать в каких-либо пресс-релизах или интервью.

### Тренерская и административная карьера
Незадолго до чемпионата мира 1990 года в Италии, Хусаинов дал интервью о взятках судей футбольным администраторам в обмен на продвижение по карьерной лестнице, из-за чего подвергся разгромной критике. Перед матчем киевского «Динамо» против «Нефтчи» он даже переговорил об этом с тренером киевлян Валерием Лобановским. Вскоре заболел администратор сборной СССР Борис Кулачко, и Хусаинова назначили на место администратора, невзирая на последствия скандального интервью.
Занимал административные должности в сборной России (администратор, начальник команды, менеджер). В 1994 году тренировал юношескую сборную России.
В начале 2000-х годов являлся генеральным директором ДЮСШ (колледжа) «Футбольное дело» (Москва). В то же время, по словам Хусаинова, с 1999 по 2014 годы у него не было постоянной работы.
Регулярно приглашается в качестве судьи на детские турниры и турниры ветеранов (40+).

## Личная жизнь
С первой своей будущей женой фигуристкой Мариной их познакомил друг детства. В 1988 году, возвращаясь из Южной Кореи с предолимпийского Кубка президента, по приезде домой обнаружил пустую квартиру. Причина развода была в постоянных сборах и перелётах Сергея. От первой жены у него осталось две дочки Юлия (1980) и Елена (1984), которые остались жить с мамой. После развода Сергей долго ещё был холостяком. Сейчас у него жена Людмила и сын Дмитрий (2006).
В 2024 году Хусаинов в интервью Чемпионат.com сообщил, что лечился от онкологического заболевания и перенёс операцию. Также он сказал, что подрабатывает курьером.
Урождённому Рашиду Рахматулловичу объяснили: чтобы преподавать на кафедре, нужно вступить в коммунистическую партию и желательно сменить имя, однако это состоялось лишь после переговоров с отцом. Рашид родился 18 июля — в день Сергия Радонежского, именно в честь этого решил взять это имя. В 1988 году принял православие.

## Покушения
18 февраля 2003 года, возле своего дома, что находится на 4-й Парковой улице, Хусаинов был избит неизвестными, которые бейсбольными битами нанесли ему многочисленные телесные повреждения. Проведя один день в больнице, Хусаинов был выписан из неё. После этого случая Хусаинов обратился за помощью не в милицию, а в организацию «Альфа-террор». Её сотрудники встретились с представителями определённых структур, которые стояли за этим нападением, после переговоров они решили, что их пути больше не будут пересекаться.